# Tytus Lewandowski

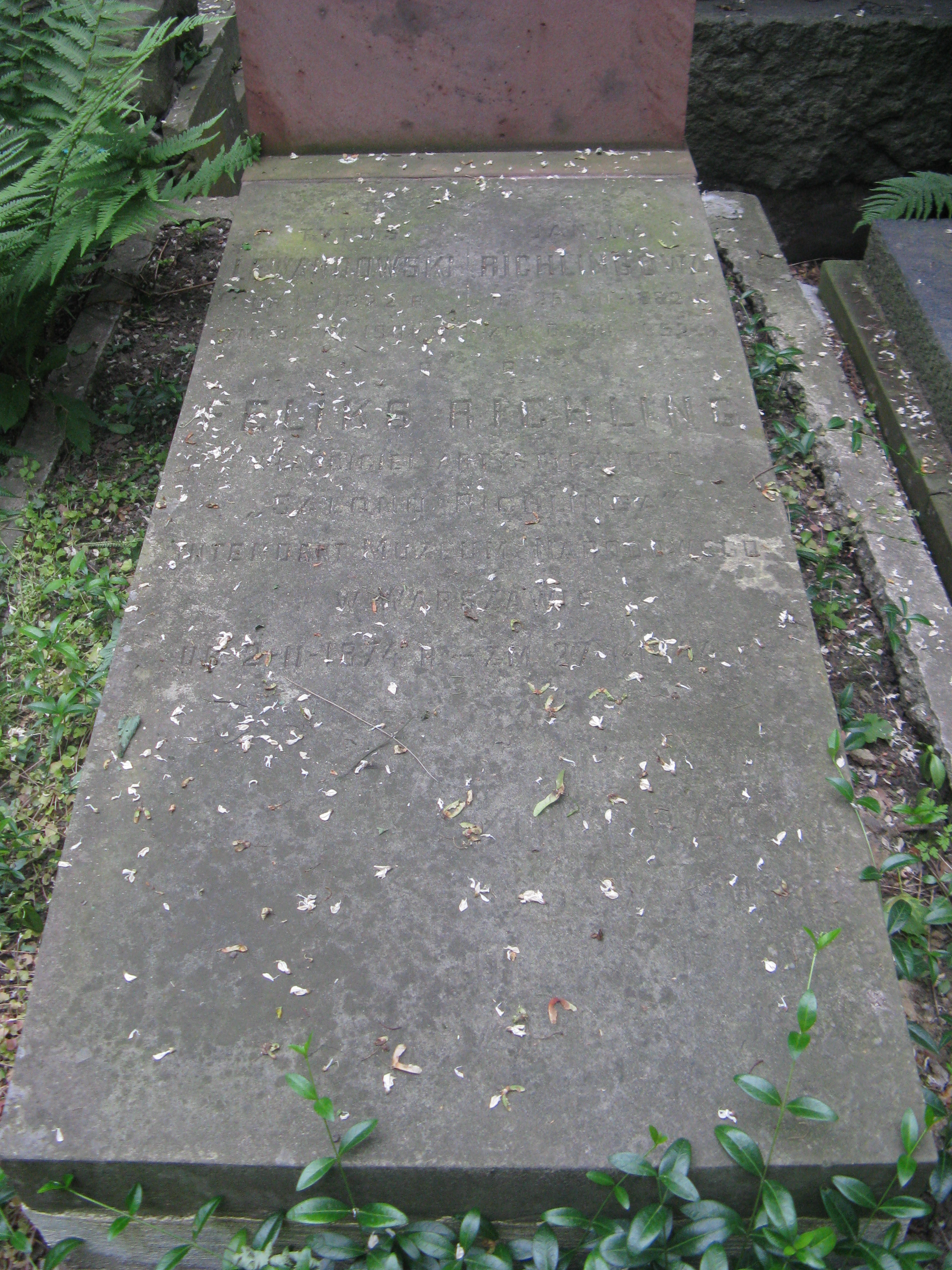
Grób Tytusa Lewandowskiego

Tytus January Lewandowski herbu Prawdzic (ur. 1 stycznia 1822, zm. 31 lipca 1901) – polski urzędnik.

## Życiorys
Tytus January Lewandowski urodził się 1 stycznia 1822. Wywodził się z rodu Lewandowskich herbu Prawwdzic. Był wnukiem Norberta Lewandowskiego (dziedzic Grabownicy) oraz synem Rocha Ludwika Lewandowskiego (radca sądu Stanisławowie, zm. 1857) i jego pierwszego żony Ludwiki z domu Budaj. Miał siostry Oktawię i Wandę oraz rodzeństwo przyrodnie Emilię, Władysława i Wacława (z drugiej żony ojca tj. Marii Haładyjskiej). 
W okresie zaboru austriackiego podjął pracę w służbie państwowej. Jako gubernialny praktykant konceptowy zatrudniony w C. K. Krajowej Guberni Królestwa Galicji i Lodomerii z siedzibą we Lwowie od około 1846 był przydzielony do cyrkułu rzeszowskiego, następnie około 1850/1851 był przydzielony do Komisji Gubernialnej w Krakowie, po czym około 1851/1852 do urzędu cyrkułu jasielskiego. Później od około 1852 do około 1854 jako koncepista gubernialny pracował w urzędzie cyrkułu rzeszowskiego około 1852/1853. W 1855 został mianowany komisarzem trzeciej klasy w urzędzie obwodowym we Lwowie. W tej randzie od tego roku był urzędnikiem cyrkułu sanockiego. Równolegle w tym czasie był ławnikiem (Stimmführer) w sądzie wyrokującym w Sanoku (K. k. Gefällen-Bezirks-Gericht in Sanok). Od około 1857 do około 1866 był naczelnikiem (starostą) c. k. powiatu radymniańskiego w ramach cyrkułu przemyskiego. Po reformie administracyjnej od około 1867 do 1868 był starostą c. k. powiatu tarnobrzeskiego. Od około 1868 do około 1870 sprawował urząd starosty c. k. powiatu sanockiego.
Około 1859 został odznaczony Złotym Krzyżem Zasługi Cywilnej z Koroną.
Według relacji z 1870 w Płowcach pod Sanokiem działała spółka starosty Tytusa Lewandowskiego ukierunkowana na wydobycie nafty.
Był żonaty z Michaliną Eustachią z domu Neronowicz (zm. 1891). Miał z nią synów Artura Józefa Adama (1855-1918) i Mariana Gustawa Ludwika (1859-). W 1861 w Wydziale Stanów Galicyjskich Tytus Lewandowski wraz z oboma synami został wylegitymowany ze szlachectwa. Zmarł 31 lipca 1901. Został pochowany na cmentarzu Powązkowskim w Warszawie (kwatera 77, rząd 4, miejsce 14).